# Фусими-но-мия Хироясу
Принц Хироясу из линии Фусими (яп. 伏見宮博恭王 Фусими-но-Мия Хироясу-о, 16 октября 1875, Токио — 16 августа 1946, там же) — японский флотоводец, 23-й глава рода Фусими-но-мия (младшей ветви Императорского дома Японии).

## Биография
Принц Хироясу родился в Токио 16 октября 1875 года. Его родителями были 22-й глава рода Фусими принц Саданару Фусими (1858—1923) и Тосико Арисугава (1858—1927), дочь принца Арисугава Тарухито. В 1886 году отправлен в военную академию Императорского флота в Цукидзи, в 1889—1895 годах проходил обучение в Германии в Киле; в это время Хироясу последовательно получил звания мичмана (30 марта 1893) и младшего лейтенанта (20 апреля 1894). Вернулся в Японию в 1895 году, служил на крейсерах «Ицукусима», «Мацусима», «Асама» и «Идзумо», броненосцах «Фудзи» и «Асахи».

## Награды
- Высший орден Хризантемы с большой лентой (3 ноября 1905)
- Орден Золотого коршуна 4-й ст. (1 апреля 1906)
- Высший орден Хризантемы с цепью (29 апреля 1934)
- Орден Цветов павловнии (1934)
- Орден Золотого коршуна 1-й ст. (4 апреля 1942)

## Семья

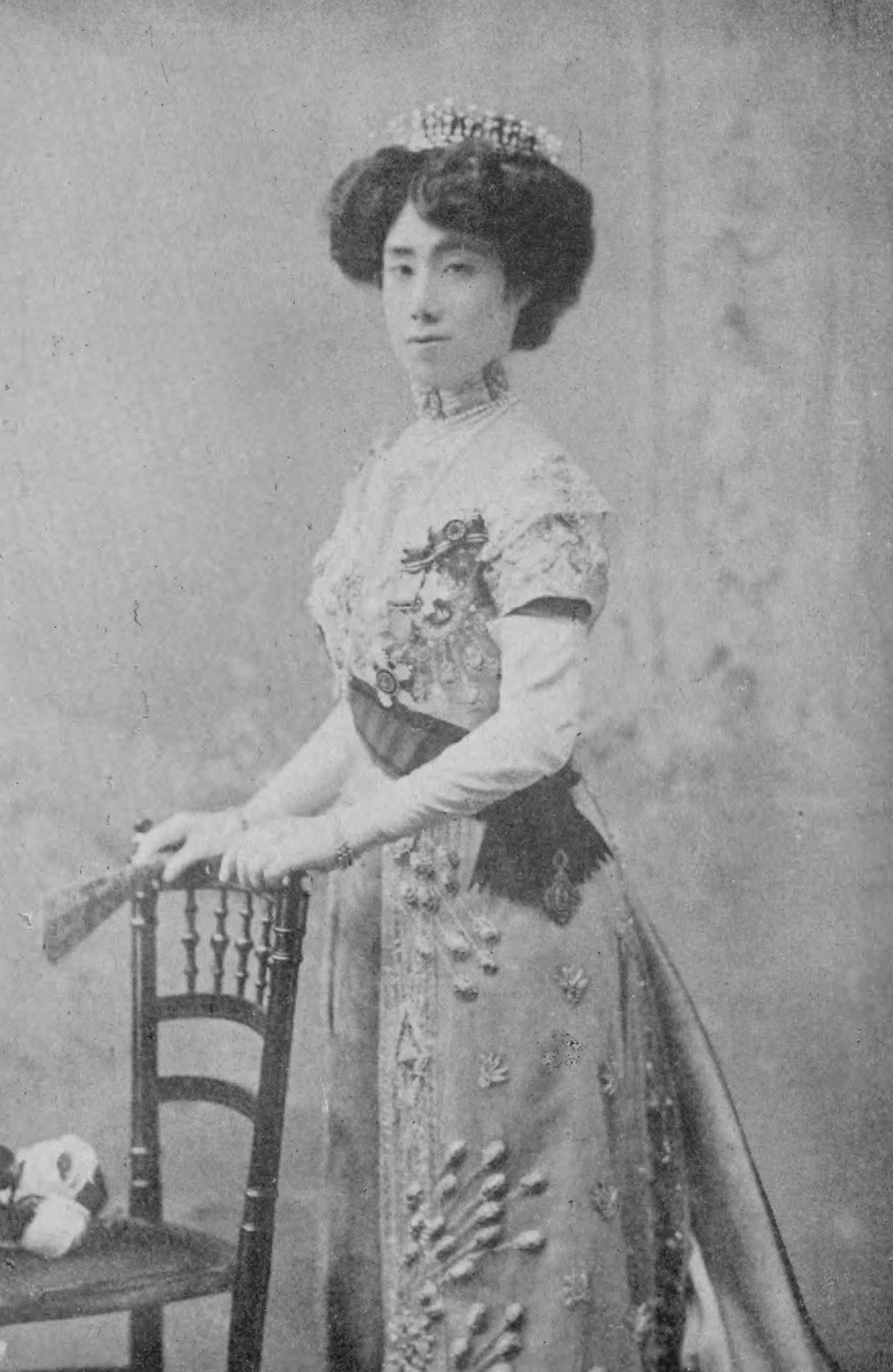
Цунэко Фусими

9 января 1896 года принц Хироясу женился на Цунэко Токугаве (1882—1939), девятой дочери последнего сёгуна Японии — Ёсинобу Токугавы. В этом браке родились 7 детей:
- Принц Хироёси (1897—1938) — морской офицер, участник Второй японо-китайской войны;
- Принцесса Ясуко (1898—1919) — жена маркиза Асано Нагатакэ;
- Принц Хиротада (1902—1924) — морской офицер, основатель рода Катё-но-мия (1904—1924);
- Принц Хиронобу (1905—1970) — морской офицер, член японского парламента, в 1939—1945 годах — начальник Морской академии в Этадзиме;
- Принцесса Ацуко (1907—1936) — жена графа Киёси Юкиясу;
- Принцесса Томоко (1907—1947) — жена принца Куни Асаакура;
- Принц Хирохидэ (1912—1943) — лётчик морской авиации, погиб во время Второй мировой войны.